# Xerolenta razlogi
Xerolenta razlogi is een slakkensoort uit de familie van de Hygromiidae. De wetenschappelijke naam van de soort is voor het eerst geldig gepubliceerd in 1969 door L. Pinter.